# Eparchia di Šadrinsk

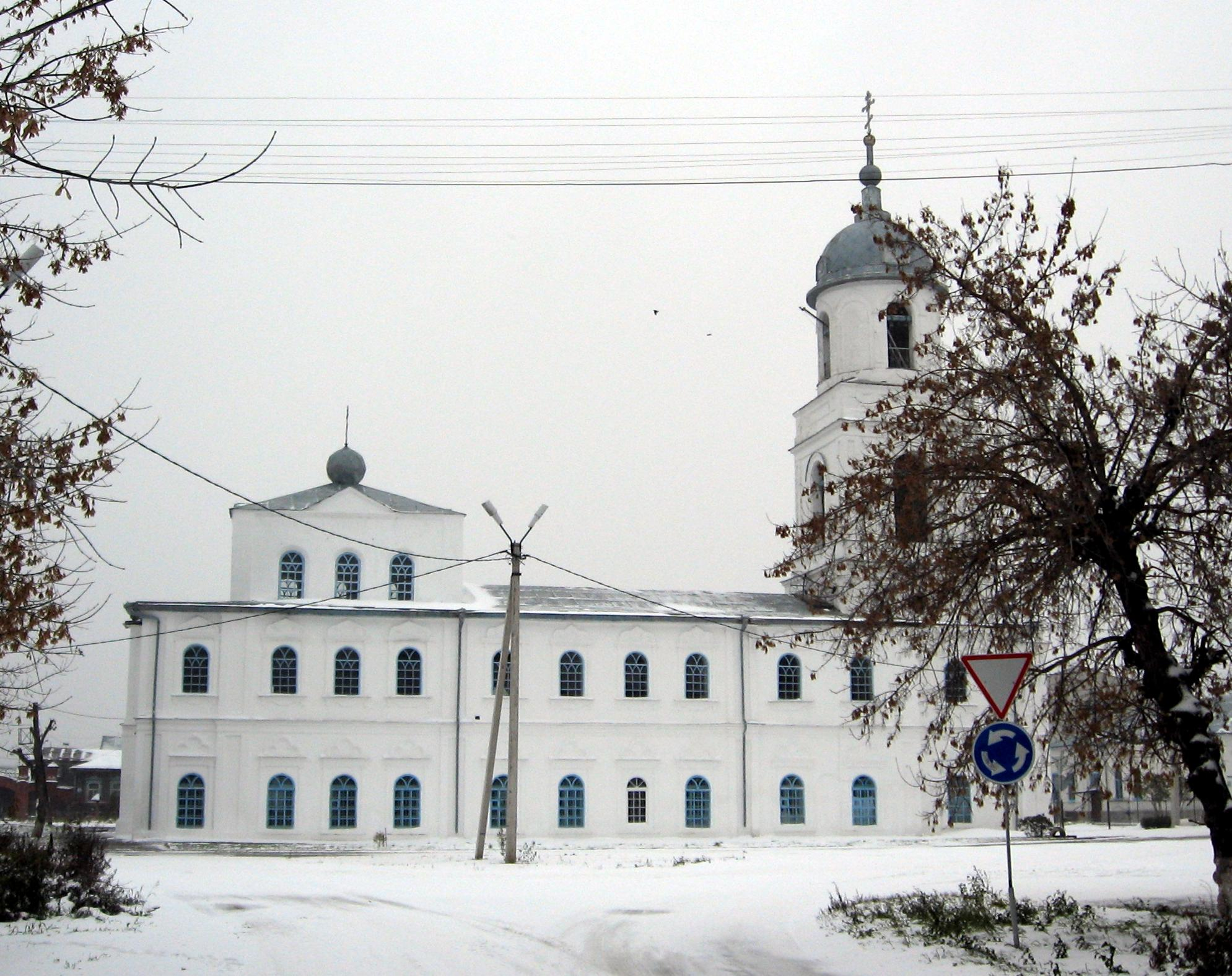
La cattedrale di San Nicola di Šadrinsk.

L'eparchia di Šadrinsk (in russo Шадринская епархия?) è una diocesi della Chiesa ortodossa russa, appartenente alla metropolia di Kurgan.

## Territorio
L'eparchia comprende la parte centro-occidentale della oblast' di Kurgan nel circondario federale degli Urali.
Sede eparchiale è la città di Šadrinsk, dove si trova la cattedrale di San Nicola.
L'eparca ha il titolo ufficiale di «eparca di Šadrinsk e di Dalmatovo».

## Storia
L'eparchia è stata eretta dal Santo Sinodo della Chiesa ortodossa russa il 5 maggio 2015, ricavandone il territorio dall'eparchia di Kurgan.